# 肛毛

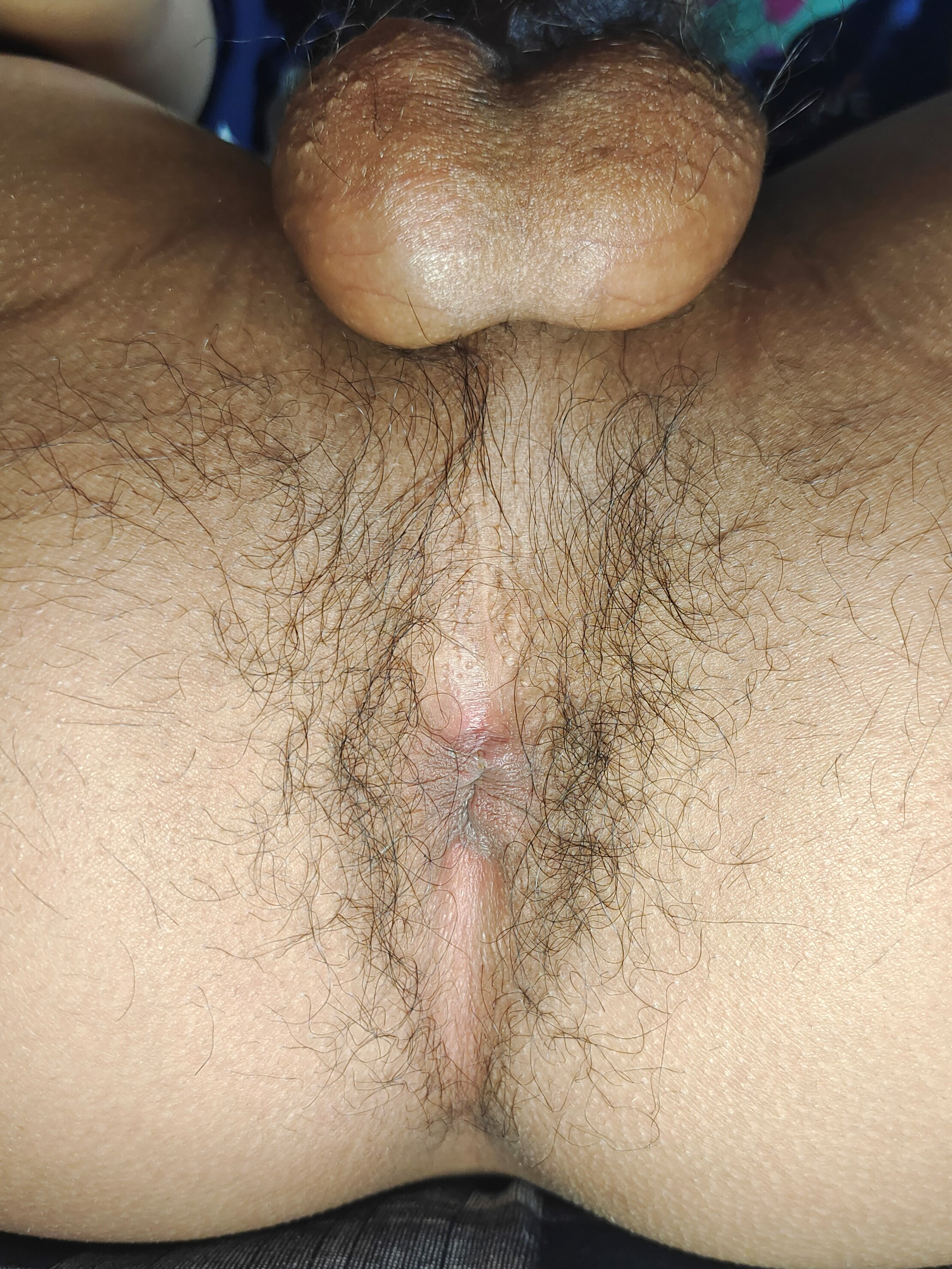
人類肛毛

肛毛为肛门四周的体毛，男女皆有，成年男人的肛毛通常比成年女人濃密。肛毛分佈有可能與陰毛、大腿毛連成一片，因此容易被誤認為陰毛或腿毛的一部分，但肛毛的生長和特性有所差別（相較於陰毛，肛毛一般相對軟細且集中於肛門周圍）。

## 來源
随着演化，人类体毛越来越稀少，肛毛即与智齿及盲肠一样，属于人类的痕迹器官。人体体毛生长的部位多数是遗传的，并与当地的气候有关，一般来说，天气热的地方人的毛会比较少或者比较细，冷的则相反，但这不是绝对的。另外会阴部长毛与人体内分泌有很大关系。一般来说成年人都有长毛。

## 作用
肛毛可以使肛部保持通气，还可以把将要侵入肛部的细菌等排除阻隔，防止细菌的感染。但過於濃密的肛毛可能會令糞便之中的細菌依附在它的上面。